# Johannes Grevius
Johannes Grevius bzw. Johann Greve, Greven, de Greve oder die Greffe (* 1584 in Büderich; † 6. Dezember 1622 auf unbekannte Weise während einer Reise nach Speyer) war ein deutscher Pfarrer, remonstrantischer Theologe, Schriftsteller und Kämpfer gegen die Folter und somit gegen die Hexenprozesse (Hexentheoretiker).

## Leben

Deckblatt Tribunal reformatum Ausgabe Hamburg 1624

Sein Vater Johannes de Greve entstammte einem angesehenen Klever Geschlecht, welches im 16. Jahrhundert viele Bürgermeister und Schöffen der Stadt Kleve gestellt hat. Dieser war im Dienst des Herzogs und wurde 1584 Burggraf in Büderich.
Er besuchte zunächst eine Schule in Wesel war hier Schüler von Joh. Brant. Anschließend besuchte er die Hohe Schule Herborn und wahrscheinlich auch als Student von Conrad Vorstius die Hohe Schule zu Burgsteinfurt.
Bleibenden Eindruck muss ein Fall auf ihn gemacht haben, der sich 1603 in seiner Heimatstadt Büderich zutrug. Einer ihm bekannten integeren und wohlhabenden siebzigjährigen Frau warf man vor nachts am Hexentanz teilgenommen zu haben. In Kleve wurde sie zu Tode gefoltert und anschließend durch die Gassen geschleift. Ihr Körper wurde auf dem sogenannten Schindanger vergraben, einem Ort, an der Vieh gehäutet und Tierkadaver verscharrt wurden.
1605 wurde er Pfarrer in Arnheim, 1606 wurde er zur Probe nach Heteren und Randwijk berufen, 1610 als Prediger nach Heusden. Dort heiratete er Josina van Ravensteyn. Als Remonstrant erkannte er die Dogmatik der Dordrechter Synode nicht an, weshalb er seines Amtes enthoben wurde. 1619 zog er nach Emmerich. Dort wurde er verhaftet und nach Den Haag überführt. Am 3. Juni 1620 wurde er zu lebenslanger Gefangenschaft im Rasphuis in Amsterdam verurteilt. Nach eineinhalb Jahren wurde er jedoch aufgrund Fürsprache treuer Freunde entlassen. Unmittelbar nach seiner Kerkerhaft veröffentlichte er 1621 sein Werk Tribunal reformatum, in welchem er die Folter verurteilt. Er hält sie mit dem deutschen Rechtsverfahren von Haus aus fremd und bezeichnet sie mit dem göttlichem als auch dem Naturrecht und der christlichen Nächstenliebe unvereinbar. Zudem bezeichnet er die Folter als unnütz, trügerisch und verderblich, da unter Folter abgelegte Geständnisse keinen Wert hätten. Um seine Ausführungen zu untermauern führt er eine ganze Reihe von Prozessen auf, wobei es sich bei den meisten um Hexenprozesse handelt.
Sein Werk wurde jedoch erst etwa hundert Jahre später, nach einer Neuauflage, ein Erfolg.

## Werke
- Tribunal reformatum, in quo sanioris et tutioris justitiae via judici christiano in processu criminali commonstratur, reiecta et fugata Tortura, cuius iniquitatem, multiplicem fallaciam atque illicitum inter Christianos usum libera et necessaria dissertatione aperuit Joh. Grevius, Clivensis, quam captivus scripsit in ergastulo Amsterdamensi: ob raritatem, elegantiam et varium usum recusa, accurante J. G. Pertsch, JCto, Guelpherbyti. 1622, 1737 (Ausgabe Hamburg 1624: VD17 1:012134Z)